# Gilbert i Sullivan

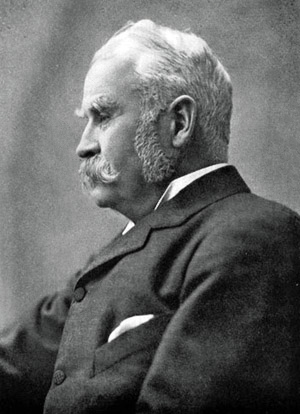
W. S. Gilbert.

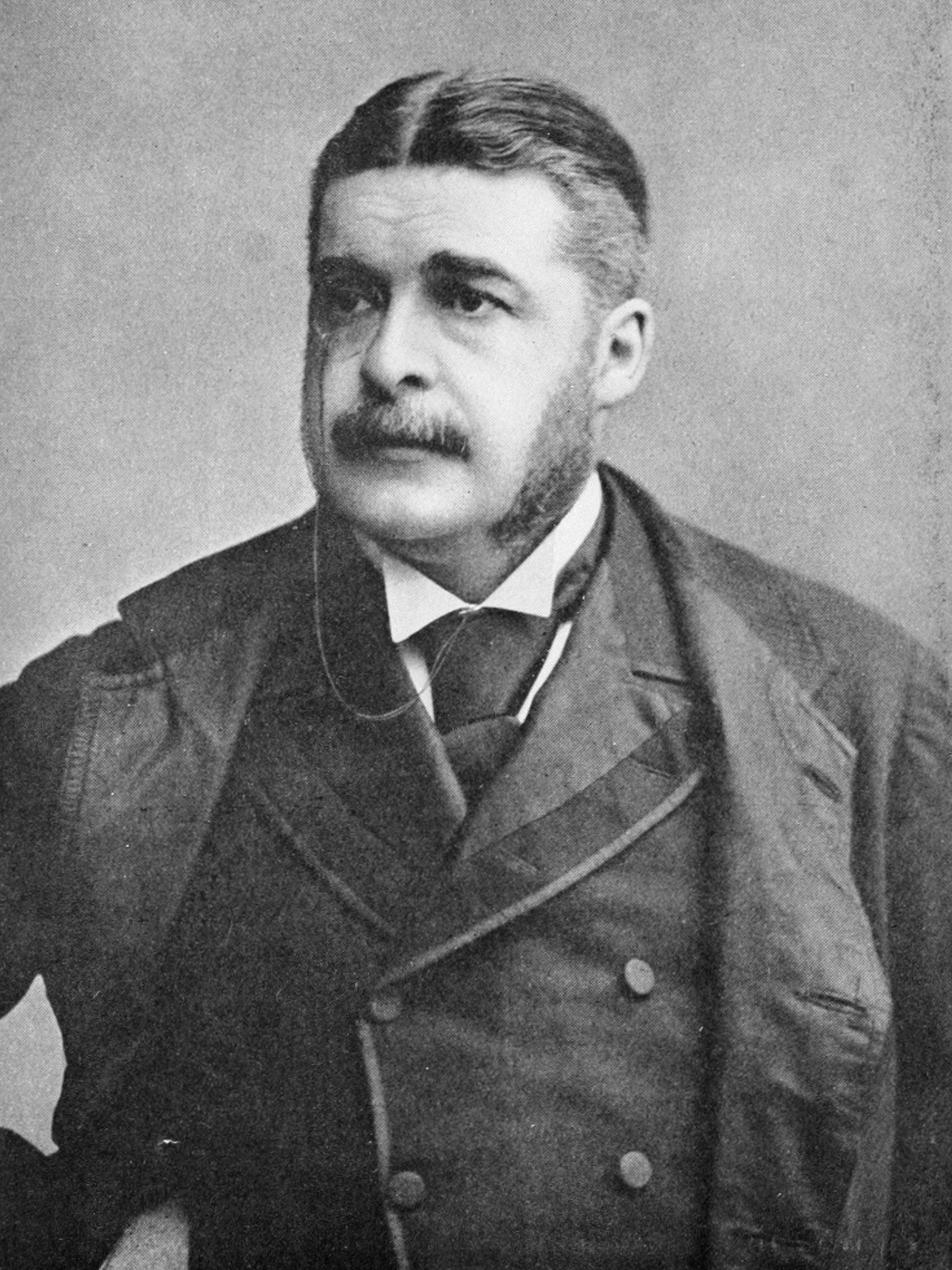
Arthur Sullivan.

Gilbert and Sullivan es refereix a la parella formada pel llibretista W. S. Gilbert (1836–1911) i pel compositor Arthur Sullivan (1842–1900). Ambdós col·laboraren en 14 òperes còmiques entre 1871 i 1896, de les que H.M.S. Pinafore, The Pirates of Penzance i The Mikado figuren entre les més conegudes.
Gillbert, qui escrivia el text, creà mons giravoltats per a aquestes òperes, en les que cadascun dels absurds té la seva conclusió lògica: les fades van de costat amb lords britànics, el flirteig és una ofensa capital, els gondolers ascendeixen fins a la monarquia, i els pirates resulten ser nobles esgarriats. Sullivan, 6 anys més jove que Gilbert, compongué la música, escrivint melodies memorables, en les que convergien tant la comèdia com el pathos.
Les seves òperes han gaudit d'un llarg èxit arreu, i sovint se segueixen representant per tot el món anglosaxó. Gilbert i Sullivan van incloure innovacions en el context i la forma que van influenciar directament en el desenvolupament del teatre musical al segle xx. Les seves òperes també han influenciat els discursos polítics, la literatura, el cine i la televisió i sovint han estat parodiats pels humoristes. El productor Richard D'Oyly Carte va unir a Gilbert & Sullivan i es va nodrir de la seva col·laboració. Va construir el Savoy Theatre el 1881 per presentar les seves òperes, (arribant a ser conegudes com les Òperes Savoianes) i fundà la D'Oyly Carte Opera Company, que interpretaria i promocionaria el seu treball durant un segle.
En català, la companyia Dagoll Dagom ha representat The Mikado (el Mikado) i The Pirates of Penzance (Els Pirates).

## Inicis

### Gilbert abans de Sullivan
Gilbert havia nascut a Londres el 18 de novembre de 1836. El seu pare, William, era un sastre naval, que escrivia novel·les i històries curtes, en que de vegades apareixien il·lustracions del seu fill. El 1861, començà a escriure històries il·lustrades, poemes i articles per augmentar els seus ingressos. Diverses d'aquestes històries després servirien com a font d'idees per a les seves obres i òperes, particularment la seva sèrie de poemes il·lustrats anomenats Bab Ballads.
A les Bab Ballads i a les seves històries primerenques, Gilbert desenvolupà un estil propi, on l'humor derivava d'una premissa ridícula i es desenvolupava cap a les seves conseqüències lògiques, encara que absurdes.
Gilbert desenvolupà les seves teories innovacions teòriques en l'art de la direcció escènica, seguint al reformador teatral Tom Robertson. Quan Gilbert començà a escriure, el teatre britànic estava de baixa. Gilbert ajudà a reformar-lo i a elevar la respectabilitat del teatre, especialment començant per les seves sis òperes còmiques curtes, o "entreteniments per a Thomas German Reed.

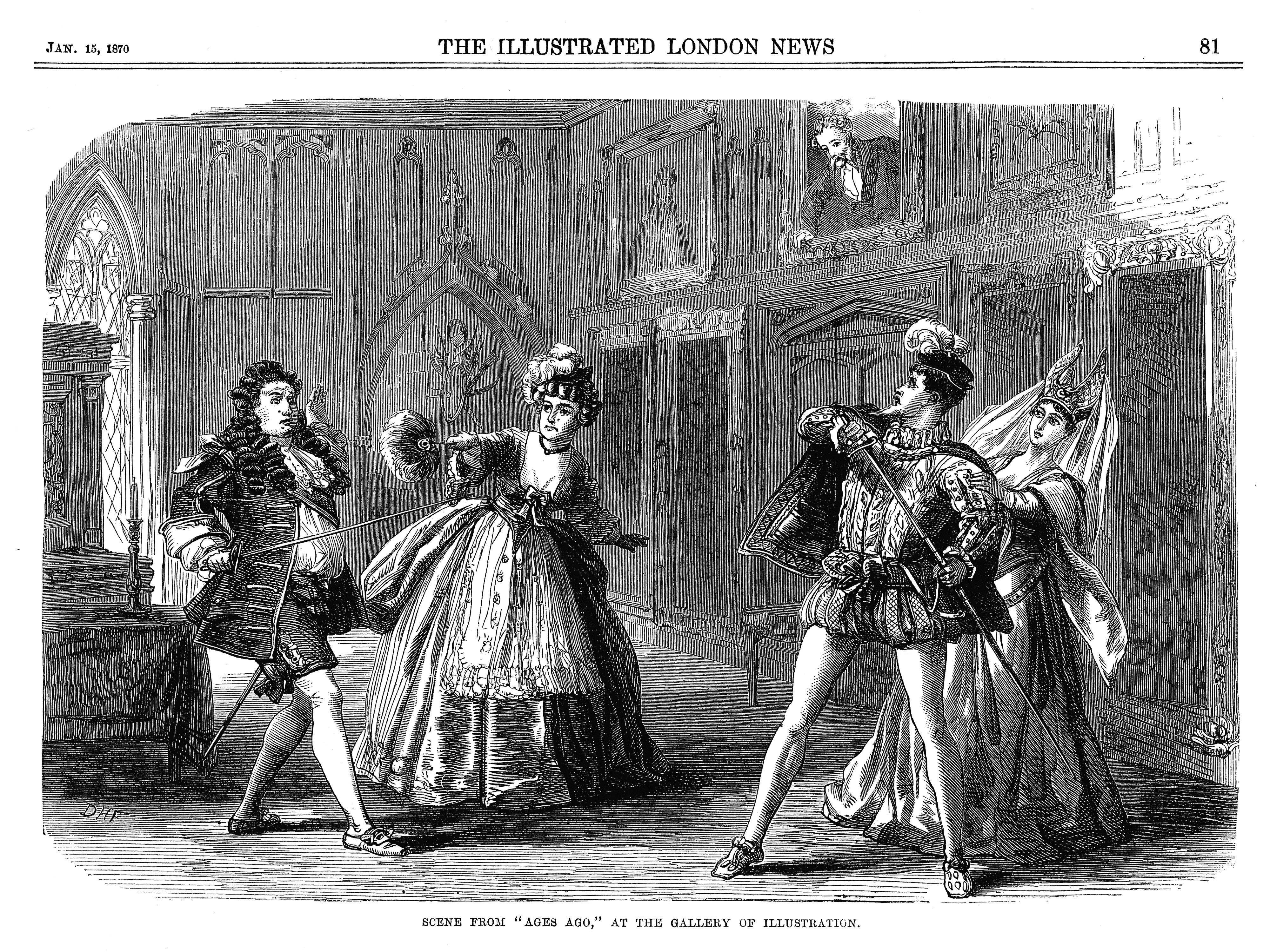
Ages Ago, durant els assaigs del qual Frederic Clay presentà Gilbert a Sullivan

En un assaig d'aquests entreteniments Ages Ago (1869), el compositor Frederic Clay presentà a Gilbert un amic seu, el jove compositor Arthur Sullivan. Dos anys més tard, Gilbert i Sullivan escriurien la seva primera obra junts. Gilbert continuà escrivint versos humorístics, històries i obres, incloent les òperes còmiques Our Island Home (1870) i A Sensation Novel (1871), i les comèdies The Princess (1870), The Palace of Truth (1870), i Pygmalion and Galatea.

### Sullivan abans de Gilbert
Sullivan va néixer a Londres el 13 de maig de 1842. El seu pare era un director de banda militar, i quan Arthur tenia només 8 anys, podia tocar tots els instruments de la banda. A l'escola començà a compondre himnes i cançons. El 1856 va rebre el Primer Premi Mendelssohn i estudià a la Royal Academy of Music i a Leipzig, on també va aprendre direcció. La seva composició de graduació, completada el 1861, va ser una suite de música incidental per a The Tempest de Shakespeare. Revisada i estesa, va ser interpretada al Crystal Palace el 1862 i va causar sensació. Començà a crear-se una reputació de ser el compositor jove més prometedor d'Anglaterra, component una simfonia, un concerto, diverses obertures, entre les quals destaca Overture di Ballo, in 1870.

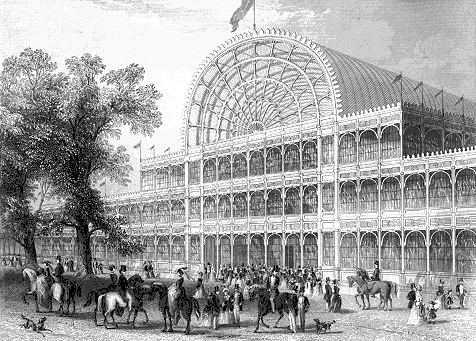
El Crystal Palace, on s'estrenaren diversos del primers treballs de Sullivan.

Entre les grans obres per a veu apareixen The Masque at Kenilworth (1864); un oratori, The Prodigal Son (1869); i una cantata dramàtica, On Shore and Sea (1871). Compongué un ballet, L'Île Enchantée (1864) i música de fons per a diverses obres de Shakespeare. Entre altres peces, trobem la seva Simfonia en Mi, Concert per a Cello i Orquestra, i Overture in C (In memoriam, totes elles estrenades el 1866. Tota aquesta producció, això no obstant, no servia per cobrir totes les seves despeses. Treballà també com a organista en una església i compongué nombrosos himnes, cançons populars i cantates.
La primera presa de contacte amb l'òpera còmica va ser Cox and Box (1866), escrita amb el libretista F. C. Burnand per a una reunió informal d'amics. Li seguí una interpretació en públic, de la qual Gilbert, llavors crític teatral per a "Fun", escrigué de la partitura de Sullivan: "és, en molts aspectes, de massa classe per a la trama grotescament absurda per a la que està feta". No obstant això, va tenir èxit i encara s'interpreta avui. La segona òpera de Sullivan i Burnand, The Contrabandista (1867) no va tenir tant d'èxit.

## Òperes

### Primeres col·laboracions

#### Thespis
El 1871, el productor John Hollingshead uní a Gilbert i Sullivan per produir un entreteniment nadalenc, Thespis, al seu Gaiety Theatre. La peça era una extravaganza amb els déus grecs clàssics, ja vells, que són substituïts temporalment per actors del segle xix, un dels quals és l'homònim Thespis, el pare grec del drama. La seva barreja de sàtira política i òpera parodiava Orfeu als inferns i La Belle Hélène d'Offenbach, les versions traduïdes de les quals dominaven l'escena anglesa.
Thespis s'estrenà en Boxing Day i es representà en 63 funcions. Va superar a 5 dels seus 9 competidors de la temporada de vacances, però en aquells moments ningú no va preveure el que era l'inici d'una gran col·laboració. A diferència dels treballs posteriors, aquest era poc preparat, i la seva naturalesa era més arriscada, com en les anteriors travesties de Gilbert, en un estil de comèdia que permetia la improvisació dels actors. La partitura de Thespis mai no va ser publicada, i actualment es troba perduda, excepte una cançó que va ser publicada separadament, un cor que va ser reutilitzat a The Pirates of Penzance, en el ballet del 2n acte.
Durant els 4 anys següents, Gilbert i Sullivan no van tenir ocasió de treballar conjuntament de nou, però ambdós van millorar en els seus camps. Gilbert va treballar amb Clay a Happy Arcadia (1872) i amb a Alfred Cellier a Topsyturveydom (1874), alhora que treballava en altres llibrets, farses, extravaganzes, comèdies, drames, adaptacions de novel·les i adaptacions del francès. Sullivan completà el seu Festival Te Deum (1872); un altre oratori, The Light of the World (1873); The Window; or, The Song of the Wrens (1871); música de fons per a Les alegres casades de Windsor (1874), etc.

#### Trial by Jury

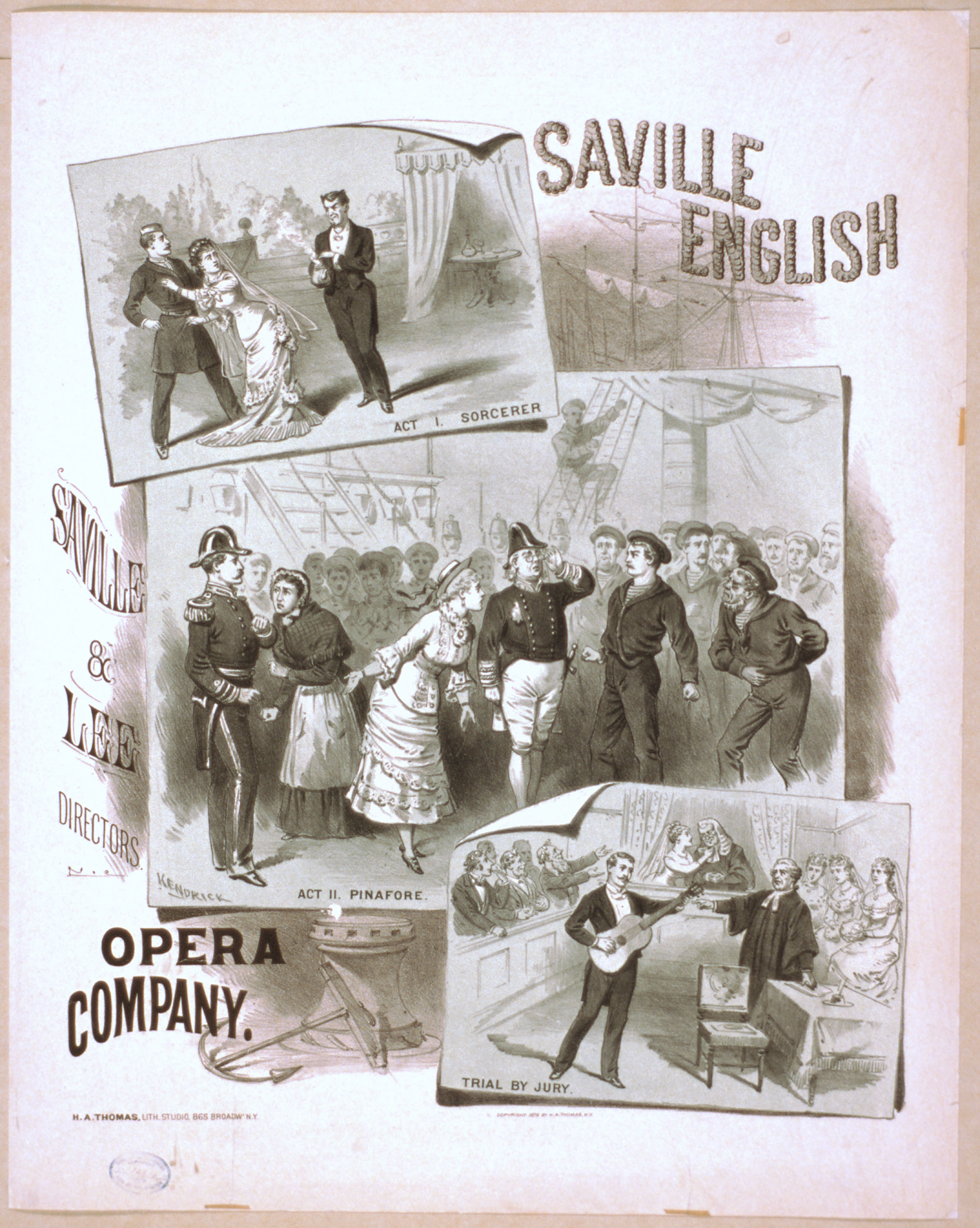
Un pòster dels inicis, mostrant escenes de The Sorcerer, HMS Pinafore i Trial by Jury.

El 1874, Gilbert va escriure un libretto curt per al productor-compositor Carl Rosa, l'esposa del qual havia d'interpretar el paper principal, però al morir durant el part del seu fill es cancel·là tot el projecte. Richard D'Oyly Carte estava dirigint el Royalty Theatre, i necessitava una òpera curta per ser interpretada juntament amb La Périchole d'Offenbach. Gilbert tenia disponible el libretto que havia escrit per a Rosa, i Carte li suggerí que Sullivan escrivís la partitura. El compositor es mostrà encantat amb la proposta, i Trial by Jury va compondre-se en poques setmanes.
La peça és un dels punts de vista humorístics de Gilbert sobre la llei i la professió d'advocat, basant-se en la seva curta experiència com a passador. Tracta sobre un incompliment de la promesa d'un vestit de matrimoni. La part demandada argumenta que els danys han de ser lleugers, car ell és un paio molt dolent, mentre que el demandant alega que ell estima a la demandada amb fervor i busca danys substancials. Després de moltes deliberacions, el jutge decideix el cas casant-se ell mateix amb la bella demandant.
Amb el germà de Sullivan, Fred, com el Jutge, l'òpera va ser un èxit, superant les funcions de La Périchole. Ràpidament seguiren gires provincials i produccions els altres teatres.
Fred Sullivan va ser el prototipus del baríton xerraire còmic de les òperes posteriors. F. C. Burnand va escriure que era el còmic més natural que mai hagués vist. A més, era un músic de primera. Era el personatge més absurd, i era el més atent. La creació de Fred serví de model per a la resta de les operetes, que ja sempre van tenir un homenet còmic, com Burnand havia assenyalat.
Després de l'èxit de Trial by Jury, Gilbert i Sullivan reberen l'encàrrec d'escriure més òperes junts. Durant els dos anys següents, Richard D'Oyly Carte va ser un dels productors teatrals que negocià amb ells, però no eren capaços d'arribar a un acord. Carte també proposà reestrenar Thespis per a la temporada de Nadal de 1875, després de ser revisada per Gilbert i Sullivan, però no va poder obtenir finançament per al projecte.

### Primers èxits

#### The Sorcerer
L'autèntica ambició de Carte era desenvolupar una forma anglesa d'òpera lleugera que reemplacés les burlesques i les operettas franceses sovint mal traduïdes, que llavor dominaven els escenaris londinencs. Formà un sindicat i creà la Comedy Opera Company, amb Gilbert i Sullivant contractats per escriure una òpera còmica que servís com a peça central d'entreteniment per un vespre.
Gilbert trobà l'argument en un dels seus propis contes curts, que tractava sobre les complicacions que apareixen quan una poció amorosa és distribuïda entre tots els habitants d'un poblet. El personatge principal és un negociant cockney que és un bruixot, un proveidor de benediccions (no gaire demanades) i malediccions (molt populars). Gilbert i Sullivan eren uns treballadors incansables, procurant que The Sorcerer s'estrenés en una producció molt més polida, a diferència de l'escassament assajada Thespis. Encara que The Sorcerer va tenir l'aplaudiment de la crítica, no igualà l'èxit de Trial by Jury. No obstant això, Carte i el seu sindicat es mostraren prou encoratjats per encarregar a Gilbert i Sullivant una nova òpera.

#### H.M.S. Pinafore

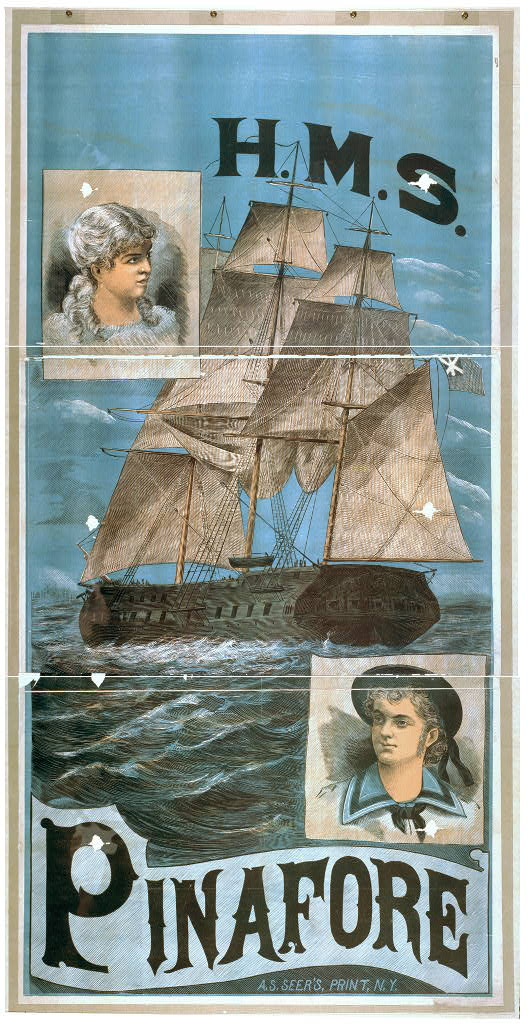
Cartell d'una de les primeres produccions de H.M.S. Pinafore.

Gilbert i Sullivan assoliren el seu primer èxit internacional amb H.M.S. Pinafore (1878), on satiritzaven l'accés de gent no qualificada a posicions d'autoritat, tot fent broma sobre la Royal Navy i l'obsessió anglesa amb la posició social (un tema ja introduït a The Sorcerer, amb l'amor entre membres de classes socials diferents). Com en la majoria de les òperes de Gilbert & Sullivan, una sorpresa final capgira tots els problemes prop del final de la història.
Gilbert supervisà els dissenys de vestuari i escenografia, dirigint als actors en escena. Buscava el realisme en l'actuació, li desagradava la interacció amb el públic i insistia en uns mínims de caracterització on els personatges no fossin mai conscients de la seva pròpia absurditat. Gilbert insistia que els actors coneguessin perfectament el seu text i obeïssin la seva direcció escènica, la qual cosa era quelcom totalment nou pels actors de l'època. Sullivan supervisava personalment la preparació musical. El resultat va ser una aportació refrescant i polida al teatre musical britànic.
H.M.S. Pinafore es representà en 571 funcions a Londres, ocupant en aquell moment el segon lloc entre les peces de teatre musical representades (després de l'opereta Les cloches de Corneville). Immediatament, aparegueren a Amèrica centenars de produccions no autoritzades de Pinafore. Durant les funcions de Pinafore, Richard D'Oyly Carte va trencar amb els seus antics inversors. Els antics socis descontents, que havien invertit en la producció que no tingué dividends, van organitzar una baralla pública, enviant un grup de matons perquè ataqués l'escenari durant una actuació. Els tramoistes van gestionar amb èxit darrere l'escenari l'atac dels matons. Aquest fet netejaria el camí perquè Carte, Gilbert i Sullivan formessin la D'Oyly Carte Opera Company, que des de llavors produiria totes les seves òperes posteriors.
El llibret de H.M.S. Pinafore es basa en personatges de repertori, els quals eren familiars per l'òpera europea: l'heroi protagonista (tenor) i la seva estimada (soprano); la dona vella amb un secret o una llengua llarga (contralt), el baríton líric desconcertat i les filles; i un dolent clàssic (baix-baríton). Gilbert i Sullivan afegiren l'element del personatge còmic xerraire. Amb l'èxit de H.M.S. Pinafore, el repertori i el sistema de producció de la D'Oyly Carte quedà assentat, i ja totes les òperes farien servir els mateixos personatges de repertori. Abans de The Sorcerer, Gilbert havia construït les seves obres al voltant d'estrelles establertes del teatre. A partir d'ara, Gilbert ja no contractaria estrelles; sinó que les crearia. Juntament amb Sullivan, triaven als seus actors, escrivint les seves òperes per a tot un conjunt més que no pas per a una estrella individual.
El sistema de repertori comportà que l'actor còmic que interpretava el paper del bruixot, John Wellington Wells, esdevindria el comandant de la Marina Reial com Sir Joseph Porter a H.M.S. Pinafore, s'uniria a l'Exèrcit com el Major-General Stanley a The Pirates of Penzance, etcètera. De la mateixa manera, Mrs. Partlet de The Sorcerer es transformava en Little Buttercup a Pinafore, després en Ruth, la minyona-pirata a Pirates. Actors relativament desconeguts que Gilbert i Sullivan contractaren a inicis de la seva col·laboració es quedarien durant molts anys a la companyia, convertint-se en estrelles de l'escena victoriana. Entre aquests trobem George Grossmith, el còmic principal; Rutland Barrington; el baríton líric; Richard Temple, el baix-baríton, i Jessie Bond, la mezzo-soprano soubrette.

#### The Pirates of Penzance
The Pirates of Penzance (Nit de Cap d'Any de 1879) concebuda en un atac de ressentiment als pirates dels drets d'autor estatunidencs, així com feia broma sobre les convencions de la gran òpera, el sentit del deure, les obligacions familiars, la respectabilitat de la civilització i la noblesa, i la rellevància d'una educació liberal. La història també reprèn el tema de la gent inqualificada que ostenta posicions d'autoritat (com ja havien fet a Pinafore), aquest cop amb el personatge del "modern Major-General", que té coneixement de tot llevat de la milícia. El Major General i les seves moltes filles escapen dels Pirates de Penzance, tots ells de cor tendre i orfes, dient que ell mateix també és orfe. Els pirates descobreixen la veritat i recapturen al Major General, però quan aquest descobreix que els pirates realment són nobles, el Major General diu: "torneu als vostres rangs i als vostres deures legislatius, i preneu les meves filles, que són totes una bellesa!" ("resume your ranks and legislative duties, and take my daughters, all of whom are beauties!")
S'estrenà abans a Nova York que no pas a Londres, en un intent sense èxit per assegurar-se els drets d'autor americans, i va ser un altre gran èxit tant de crítica com de públic. Gilbert, Sullivan i Carte intentaren durant molts anys controlar els drets d'autor americans sobre les seves òperes, però sense èxit. No obstant això, Pirates va ser un gran èxit a Nova York, fent que apareguessin moltes imitacions, i després a Londres, on esdevingué un dels treballs de Gilbert i Sullivant sovint més interpretades, parodiades i traduïdes. El 1981 va tenir un revival a Broadway de gran èxit, dirigit per Joseph Papp i protagonitzat per Kevin Kline.
El 1880, Sullivan va escriure la cantata The Martyr of Antioch, presentada al Festival Trienal de Música de Leeds, amb un llibret adaptat per Gilbert d'un poema èpic de Henry Hart Milman escrit el 1822, sobre el martiri de Santa Margarida d'Antioquia al segle iii. Sullivan va ser el director del festival de Leeds i dirigí l'actuació. Es podria dir que Martyr va ser la quinzena òpera de la parella, a causa del fet que la Carl Rosa Opera Company la presentà com una òpera el 1898.

### Inauguració del Savoy Theatre

#### Patience
Patience (1881) satiritzava el moviment estètic en general i els seus colorits poetes en particular, combinant aspectes d'Algernon Charles Swinburne, Dante Gabriel Rossetti, Oscar Wilde, James McNeill Whistler i d'altres en els poetes rivals Bunthorne i Grosvenor. Grossmith, qui creà el personatge de Bunthorne, basà el seu maquillatge i vestuari en Whistler, de qui tenia una fotografia. L'opereta també tractava sobre la vanitat dels homes i el xauvinisme militar. La peça tracta sobre dos poetes rivals, que atrauen l'atenció de les joves del poble, les quals han estat promeses amb els membres d'un regiment de cavalleria. Però ambdós poetes estan enamorats de Patience, la lletera del poble, que detesta a un d'ells i sent que el seu deure és evitar l'altre, tot i que l'estima. Richar D0Oyly Carte era l'agent literari d'Oscar Wilde, llavors un poeta poc conegut, i envià a Wilde a una gira de lectures per Amèrica juntament amb la gir americana de l'obra, per tal que el públic pogués entendre la sàtira.
Va ser durant les funcions de Patience quan Carte construí el gran i modern teatre Savoy, que esdevindria la llar permanent de l'equip. Va ser el primer teatre, de fet, el primer edifici públic de tot el món, dotat completament d'il·luminació elèctrica. Patience es va desplaçar al Savoy després de sis mesos a l'Òpera Comique, representant-se en 578 funcions, superant la marca de H.M.S. Pinafore, i esdevenint la segona obra musical d'estada més llarga als escenaris en aquells moments.

#### Iolanthe
Iolanthe (1882) va ser la primera de les òperes estrenades al Savoy. En estar completament dotat d'il·luminació elèctrica feia possibles nombrosos efectes especials, com els raigs que sortien de les varetes dels cors de fades. L'obra reia sobre la llei anglesa i la Cambra dels Lords i, especialment, sobre la guerra entre sexes. Els crítica afirmaren que el treball de Sullivan a Iolanthe havia fet un pas endavant. The Daily Telegraph va escriure "el compositor s'ha elevat, i estem disposats a comptar Iolanthe com el seu millor esforç en tots els treballs gibertians". De la mateixa maneta, Theatre afirmava que "la música de Iolanthe és la chef d'oeuvre del Dr. Sullivan".
Iolanthe és un dels treballs de Gilbert, juntament amb The Wicked World (1873), Broken Hearts (1875), Princess Ida (1884) i Fallen Fairies (1909), on l'entrada dels homes i de "l'amor mortal" en un món tranquil de dones wreaks havoc with the status quo. Gilbert havia creat diversos contes de fades al Haymarket Theatre a inicis de la dècada de 1870. aquestes obres, influenciades pel món màgic de James Planché es basaven en la idea de l'autorevelació dels personatges sota la influència de la màgia o d'una interferència sobrenatural.
El 1882, Gilbert tenia un telèfon a casa seva i al seu despatx al Savoy Theatre, de manera que podia monitorar els assaigs i funcions des de casa seva. Gilbert s'havia referit a aquesta nova tecnologia a Pinafore el 1878, només dos anys després de la seva invenció i abans que Londres tingués servei telefònic. Sullivan també en tenia un, i el 13 de maig de 1883, en una festa en honor del 41è aniversari del compositor, els convidats, incloent el Príncep de Gal·les (futur Eduard VII) sentiren una repetició en directe de parts de Iolanthe des del Savoy. Probablement, aquesta va ser la primera emissió en viu d'una òpera.
Durant les funcions de Iolanthe, el 1883, Sullivan va ser fet cavaller per la Reina Victòria. Tot i que van ser les òperes fruit de la seva col·laboració amb Gilbert les que li havien portat la fama, l'honor li va ser concedit pels seus serveis a la música seriosa. El gremi musical, així com molts crítics, van creure que això marcaria el final de la seva carrera com a compositor d'òperes còmiques. Sullivan, malgrat la seguretat financera que li conferia escriure per al Savoy, cada cop veia el seu treball amb Gilbert com a poc important, per sota de les seves habilitats, així com repetitiu. A més, estava descontent perquè havia de simplificar la seva música per tal que es poguessin escoltar les paraules de Gilbert. Però paradoxalment, al febrer de 1883, just després que Iolanthe s'estrenés, Sullivan havia signat un acord per 5 anys més amb Gilbert i Carte, segons el qual havia d'escriure en sis mesos una nova òpera còmica.

#### Princess Ida
Princess Ida (1884) tractava sobre l'educació femenina i el xauvinisme dels homes, i continuava el tema de Iolanthe sobre la guerra de sexes. L'òpera es basava en el poema de Tennyson, The Princess: A Medley. Gilbert havia escrit una farsa en vers sobre aquell material el 1870, anomenada The Princess, i torna a usar part del diàleg d'aquell material pel libretto de Princess Ida. Ida és l'únic treball de Gilbert i Sullivan en què els dialogs són completament en vers blanc i l'únic que està estructurat en 3 actes. Lillian Russell havia estat contractada per crear el paper protagonista, però Gilbert no creia que es dediqués massa, i quan es va perdre un assaig, va ser acomiadada.
Princess Ida va ser la primera de les òperes de Gilbert i Sullivan que, d'acord amb els nivells del duet, no va ser un èxit. Un estiu particularment càlid a Londres no ajudà a vendre entrades. Només es representà en 246 funcions, i no es tornà a representar a Londres fins al 1919. Sullivan havia quedat satisfet amb el llibret, però després que Ida s'estrenés, Sullivan digué a Carter que "m'és impossible fer una nova peça del caràcter del qual ja hem escrit en Gilbert i jo". Mentre que Princess Ida donava mostres que queia, Carte s'adonà que, per primer cop en la història de la parella, no hi hauria cap nova òpera disposada quan la vella tanqués. El 22 de març de 1884, recordà a Gilbert i Sullivan que, per contracte, havien de tenir llesta una nova òpera en sis mesos. Mentrestant, quan Ida tancà definitivament, Carte produí un revival de The Sorcerer.

### Esquivant la pastilla màgica

#### The Mikado
L'òpera de més èxit de totes les Savoianes va ser The Mikado (1885), que se'n reia de la burocràcia anglesa, lleugerament disfressada en un ambient japonès. Gilbert proposà inicialment una història per a una òpera sobre una pastilla màgica que canviava els caràcters, que Sullivan trobà artifical i mancada de probabilitats i d'interès humà; a més de ser massa semblant a la seva òpera anterior The Sorcerer. Com es veié a la pel·lícula Topsy-Turvy, els dos autors estaven en un impas, quan el 8 de maig de 1884 Gilbert abandonà la idea de la pastilla i acordaren fer un llibret sense elements sobrenaturals.

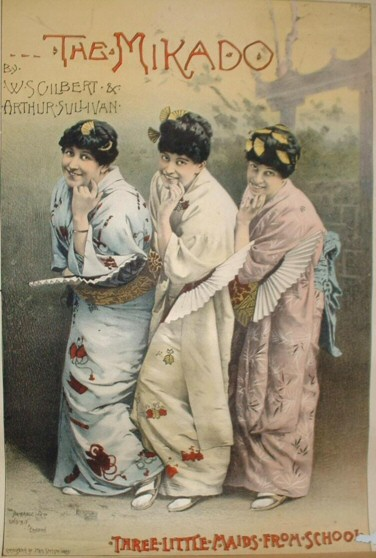
Litografa de "Three Little Maids" de The Mikado.

La història se centra en un sastre pobre, Ko-Ko, que és promogut a la posició de Gran Senyor Botxí de la ciutat de Titipú. Ko-Ko estima la seva pupil·la, Yum-Yum, però ella està enamorada d'un músic, qui és en realitat el fill de l'emperador del Japó (el Mikado), i que està disfressat per fugir de les atencions de la vella i amorosa Katisha. El Mikado decreta que s'han de reprendre sense demora les execucions a Titipú. Quan les notícies arriben que el Mikado visitarà la ciutat, Ko-Ko assumeix que ve només per comprovar si fa la seva feina. Massa tímid per executar a ningú, Ko-Ko ordeix una conspiració per enredar al Mikado. A més, persuadeix a Katisha perquè és gairebé amb ell, per tal de salvar la seva pròpia vida i les vides dels altres conspiradors.
Amb l'obertura del comerç entre Anglaterra i el Japó, les importacions, l'art i l'estil japonès esdevingué la moda a Londres, fent que el moment fos perfecte per a situar una òpera al Japó. Gilbert deia que:
| « | No puc donar un bon motiu pel qual la nostra obra passi al Japó. Oferia possibilitats pel tractament pintoresc, l'escenografia i el vestuari, i crec que la idea que un cap magistrat, que alhora és jutge i botxí i no pot fer mal a un cuc, potser li faria gràcia al públic. | » |

Situant l'òpera al Japó, una localització exòtica lluny de la Gran Bretanya, permetia a Gilbert i Sullivan satiritzar la política i les institucions britàniques més lliurement al vestir-les superficialment de japonesos. Gilbert va escriure que el Mikado de l'òpera és un monarca imaginari d'un període remot que no es pot prendre per una broma de cap institució existent. G. K. Chesterton la comparà als Viatges de Gulliver de Jonathan Swift: Gilbert perseguí als malvats de l'Anglaterra moderna fins que no se'n deixà a cap, tal com ho va fer Swift. Dubto que hi hagi un sol acudit en tota l'obra dirigit als japonesos; però en canvi totes les bromes assenyalen als anglesos. Pooh-Bah és quelcom més que una sàtira; és la veritat.
The Mikado és el major èxit de la parella, representant-se en 672 funcions al Teatre Savoy, ocupant el segon lloc en nombre de funcions de teatre musical (superant les 571 funcions de Pinafore i les 576 de Patience), i una de les obres de més llarga durada d'aquells temps. Actualment, The Mikado segueix sent com l'òpera saboiana representada més sovint. Ha estat traduïda a molts idiomes i és una de les peces musicals representades més sovint en tota la història.

#### Ruddigore
Ruddigore (1887), un rebombori pres d'un melodrama victorià, no va gaudir de tant èxit com la majoria de les col·laboracions anteriors, amb només 288 funcions. El títol original, Ruddygore, juntament amb diversos aspectes de la trama, incloent la revificació d'esperits, comportà crítiques negatives. Gilbert i Sullivan van arreglar el títol i van fer diversos canvis i talls. No obstant això, la peça era aprofitable, i les crítiques no van ser dolentes. Per exemple, el Illustrated London News lloà la tasca realitzada i als autors, especialment a Sullivan: "Sir Arthur Sullivan ha aconseguit l'eminència en l'expressió d'un sentiment refinat i un humor còmic. En el primer aspecte, l'encant de la melodia elegant preval, mentre que, en el segon, la música de les situacions més grotesques fa olor de diversió." Posteriorment es realitzaren nous canvis, incloent una nova obertura, quan la Rupert D'Oyly Carte reestrenà després de la I Guerra Mundial, i a partir d'aquell moment es representà a la D'Oyly Carte Opera Company de manera regular.
Alguns dels elements de l'argument de Ruddigore ja havien estat introduïts per Gilbert en la seva òpera d'un acte, Ages Ago (1869), incloent el conte dels avantpassats malvats i el dispositiu dels avantpassats fantasmes sortint dels seus quadres. Quan Ruddigore tancà, no hi havia cap nova òpera preparada. Gilbert proposà de nou una versió de l'argument de la pastilla per a la nova obra, mentre que Sullivan reiterà el seu desig d'abandonar la societat. Mentre que solucionaven les seves diferències artístiques, Carte produí reestrenes de les favorites, com H.M.S. Pinafore, The Pirates of Penzance i The Mikado.

#### The Yeomen of the Guard
The Yeomen of the Guard (1888), l'únic treball conjunt amb un final seriós, tracta sobre una parella d'actors (un bufó i una cantant) que es troben immersos enmig d'una arriscada intriga a la Torre de Londres al segle xvi. El diàleg, tot i que en prosa, és anglès modern, i no hi ha sàtira de les institucions britàniques. Per a alguns dels elements de la trama, Gilbert es fixà en la seva tragèdia de 1875, Broken Hearts. The Times lloà el llibret: "S'ha de reconèixer... el Sr. Gilbert ha intentat seriosament deixar els solcs familiars i pujar a cotes més altes." Tot i que no era una gran òpera, el nou llibret donà a Sullivan l'oportunitat d'escriure la seva partitura més ambiciosa fins llavors. Els crítics que havien aplaudit feia poc al compositor pel seu oratori The Golden Legend, consideraren que Yeomen era el millor, incloent la seva obertura, escrita en forma de sonata, en lloc de ser una seqüència de pot-pourri de tonades de l'òpera, com passava en la majoria de les seves obertures.
Yeomen va ser tot un èxit, representant-se durant tot un any, amb una gran producció a Nova York i diverses més per gires. Durant les funcions, el 12 de març de 1889, Sullivan va escriure a Gilbert:
| « | He perdut el gust per escriure òperes còmiques, i l'entreteniment em causa grans dubtes així com el meu potencial per fer-ho... Dieu que en una òpera seriosa, vos us haveu de sacrificar més o menys. Us dic que és això el que he estat fent en tots els nostres treballs conjunts, i, el que és més, haig de seguir fent òperes còmiques per tenir èxit | » |

Sullivan insistí que la nova òpera havia de ser una Grand opéra. Gilbert no es veia capaç d'escriure el llibret d'una gran òpera, però oferí una solució de compromís a Sullivan que, finalment, aquest acceptà. Ambdós escriurien una òpera lleugera per al Savoy, i paral·lelament, Sullivan escriuria una gran òpera (Ivanhoe) per al teatre que Carte estava construint per a presentar gran òpera britànica. Després d'un breu impas sobre la tria del subjecte, Sullivan acceptà una idea connectada amb Venècia i la vida allà, a causa del fet que em semblava que em donava grans oportunitats per a una música molt colorista."

#### The Gondoliers
The Gondoliers (1889) té lloc en part a Venècia i en part a un regne governat per un parell de gondolers que proven de remodelar la monarquia segons una igualtat republicana. Gilbert recapitulà diversos dels seus temes anteriorsn incloent la sàtira de les distincions de classe que ja apareixien en diversos dels seus librettos anteriors. A més, el libretto també mostra la fascinació de Gilbert per la "Stock Company Act", subratllant l'absurda convergència de les persones naturals i les entitats legals, que mostrà encara més en la seva òpera posterior. Les crítiques van ser majoritàriament favorables. El Illustrated London News publicà que:
| « | ...Gilbert ha tornat a ser el Gilbert que era, i tothom està encantat. De nou torna a ser ell mateix. El Gilbert de Bab Ballads, el Gilbert del cinisme inofensiu, la sàtira absurda i la paradoxa divertida; el Gilbert que inventà una escola de si mateix, de la que és mestre i pupil, que no ha ensenyat a ningú llevat de a si mateix, i que no té imitador – aquest és el Gilbert que la gent vol veure, i aquest és el Gilbert que dissabte a la nit va ser aplaudit fins que el públic es va cansar. | » |

F. C. Burnand, antic col·laborador de Sullivan a Cox and Box (i posteriorment l'editor de la revista Punch), va escriure al compositor: Magnificento! Us envejo a vos i a W.S.G. que sigueu capaços de posar en escena una peça com aquesta d'aquesta manera. L'òpera va gaudir d'una estada més llarga que les predecessores, a excepció de H.M.S. Pinafore, Patience i The Mikado. El 1891 es va representar al castell de Windsor per a la Reina Victòria i la família reial, sent doncs la primera òpera de Gilbert i Sullivan en ser honorada. The Gondoliers va ser el darrer gran èxit de la parella.

### La discussió de la catifa
Gilbert i Sullivan tenien de vegades una complicada relació de treball, en part causada pel fet que cadascun d'ells es veia deixant que el seu treball quedes subjugat a l'altre; i en part per les seves personalitats totalment oposades: sovint Gilbert era notòriament susceptible i contenciós (tot i que també prompte a accions de bondat extraordinària); mentre que en Sullivan volia evitar els conflictes A més, Gilbert omplia els seus llibrets amb situacions absurdes en les quals l'ordre social quedava de potes enlaire. Després d'un temps, aquests arguments eren una font de problemes amb Sullivan, que volia un context més realista i emocional. A més, la sàtira política de Gilbert sovint apuntava cap als rics i poderosos, dels quals Sullivan buscava la seva amistat i patronatge.
Gilbert i Sullivan discutiren en diverses ocasions per la tria d'un argument. Després de Princess Ida i Ruddigore, que van ser les menys exitoses de totes les seves obres des de H.M.S. Pinafore a The Gondoliers, Sullivan li demanà abandonar la societat, dient que trobava els arguments de Gilbert repetitius i que les òperes no el satisfeien artísticament. Mentre que els dos artistes llimaven les seves diferències, Carte va mantenir el Savoy obert amb revivals dels seus treballs anteriors. En cada ocasió, després d'una pausa d'alguns mesos, Gilbert responia amb un llibret que trobava les objeccions de Sullivan i la parella va poder seguir treballant amb èxit.
Durant les funcions de The Gondoliers, però, Gilbert parlà amb Carte sobre les despeses de la producció. Carte havia carregat el cost d'una catifa nova per al vestíbul del Teatre Savoy a la parella. Gilbert creia que aquesta despesa de manteniment havia de ser a càrrec de Carte. Tal com Andrew Crowther explicà:
| « | Al cap i a la fi, la catifa només era una més de les discussions, i el problema no era una qüestió monetària sobre el valor de tot això, sinó si podien confiar en Carte pels afers financers de Gilbert i Sullivan. Gilbert es preocupà perquè Carte havia fet una sèrie de seriosos errors als comptes, i intentà deliberadament estafar als altres. No és senzill des de la distància establir qui tenia raó i qui no, però sembla clar que realment hi havia quelcom erroni als comptes en aquells moments. Gilbert va escriure a Sullivan el 28 de maig de 1891, un any després de l'afer de la catifa, que Carte havia admès un sobrecost involuntari de gairebé £1,000 només als comptes de la il·luminació elèctrica. | » |

Sullivan recolzà a Carte, que estava construint un teatre a Londres per a la producció de noves grand opéras angleses, amb l'Ivanhoe de Sullivan per estrenar-lo.
Mentre que la discussió es prolongava als tribunals i al públic, Gilbert va escriure The Mountebanks amb Alfred Cellier i el fracàs Haste to the Wedding amb George Grossmith, mentre que Sullivan va escriure l'òpera Haddon Hall, amb Sidney Grundy.
El 1891, després de diverses temptatives de reconciliació entre els artistes i el seu productor, Richard D'Oyly Carte i Tom Chappell (editor de la música de Gilbert & Sullivan), es mogueren per fer de mitjancers entre els seus artistes més rendibles, aconseguint-ho en dues setmanes.

### Darrers treballs i llegat
Utopia, Limited (1893), la seva penúltima òpera, va tenir un èxit modest, i The Grand Duke (1896) va ser tot un fracàs. Cap de les dues entrà en el cànon dels treballs de Gilbert & Sullivan representats regularment fins que la D'Oyly Carte Opera Company no va fer el primer enregistrament professional complet de les dues òperes a la dècada de 1970. Gilbert també oferí a Sullivan His Excellency (1894), però la seva insistència en que fos protagonitzada per Nancy McIntosh, la seva protegida des d'Utopia va fer que Sullivan rebutgés fer-ho, i finalment va ser composta per F. Osmond Carr.

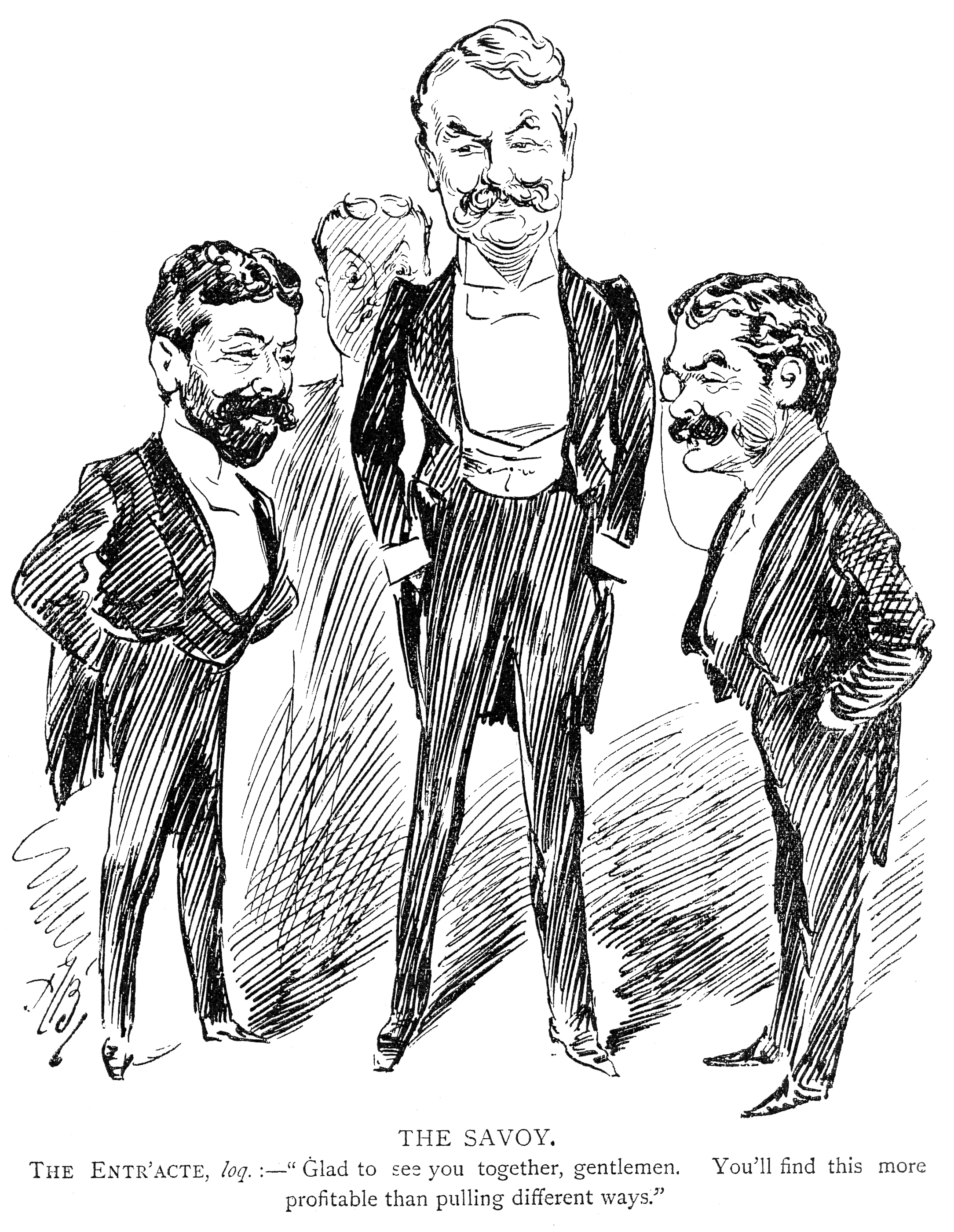
L'Entr'acte expressa la seva joia de veure que Gilbert i Sullivan tornen a estar junts

Després de The Grand Duke, la parella ja no trobà motius per tornar a treballar plegats. La darrera vegada que es van veure va ser al Teatre Savoy el 17 de novembre de 1898 en la celebració del 21è aniversari de The Sorcerer. No es van dirigir la paraula. Sullivan, de pobre salut, va morir el 1900, encara que fins al final continuà escrivint òperes còmiques per al Savoy amb altres llibretistes, principalment amb Basil Hood a The Rose of Persia (1899) i The Emerald Isle (1901) (acabada per Edward German després de la mort de Sullivan). Quan Sullivan morí, Gilbert va escriure que qualsevol record de les seves disputes havia quedat completament oblidat i que entre ells dos existia la relació més cordial. Afirmà que Sullivan era un compositor d'un geni estrany, qui, donat el seu geni estrany, era modest i tan senzill com tot neofit ha de ser, però és estrany... Recordo tot el que ha fet per mi al permetre que el seu geni doni llustre al meu humil nom.
Gilbert se semi-retirà, tot i que continuà dirigint reestrenes de les òperes del Savoy i ocasionalment va escriure noves obres. Només va escriure una nova òpera còmica, Fallen Fairies (1909; música d'Edward German), que no va tenir èxit. Richard D'Oyly Carte va morir el 1901, i la seva vídua Helen, després el seu fill, Rupert, i finalment la seva neta Bridget, continuaren dirigint les activitats de la D'Oyly Carte Opera Company. Aquesta realitzà gires durant anys tant per Anglaterra com per l'estranger, a més de les moltes temporades a Londres, interpretant només les òperes de Gilbert i Sullivan, fins que van tancar el 1982. Només durant el segle xx, la companyia realitzà més de 35.000 funcions.
| « | Sullivan mai no ha tingut un igual per a la llum i la pallassada, per a l'humor sense grolleries ni vulgaritat, i per a l'encant i la gràcia. La seva orquestració és deliciosa: va escriure amb la comprensió de cadascuna de les veus de l'orquestra. Per sobre de tot, la seva música és perfectament apropiada per a les paraules a la que està destinada. Va trobar directament, les cadències úniques per als ritmes divertits i originals de Gilbert, i per emparellar la diversió de Gilbert o per amagar la seva ironia, senyalant-la tot i que no salvatjament, sinó alleugerant-la. La música de Sullivan és més que l'acompanyament per als llibrets de Gilbert, de la mateixa manera que els llibrets de Gilbert són molt més que paraules per posar a la música de Sullivan. Tenim a dos mestres que interpreten un concert. Cap d'ells està subordinat a l'altre, cadascun d'ells dona el que li és original, però els dos junts, sense que cap predomini, tenen una perfecta correspondència. Aquesta estranya harmonia de paraules i música és el que fa aquestes òperes com a úniques. No són el treball d'un músic i el seu llibretista ni d'un poeta i un que posa música a les seves paraules, sinó que són dos genis. | » |

El 1957, una crítica al The Times donà aquestes raons per a la contínua vitalitat de les òperes del Savoy:
| « | Mai van ser contemporanis en el seu llenguatge... el món de Gilbert i Sullivan, des del primer moment va ser obvi que no era el món del públic, era un món artificial, amb una precisió totalment endreçada i ordenada que no ha passat de moda, perquè mai va estar de moda en el sentit d'usar les convencions i maneres de la societat contemporània. Per això, cadascun té la seva part del crèdit. L'endreçada articulació de les incredibilitats als complots ordits per Gilbert s'emparellen perfectament pel seu llenguatge... El seu diàleg, amb la formalitat remilgada, satisfà tant l'oïda com la intel·ligència. Els seus versos mostres un regal inigualat i molt delicat per crear un efecte còmic pel contrast entre la forma poètica i el pensament prosaic... Com deliciosament els seus versos punxen la bombolla del sentiment... D'igual importància... les lletres de Gilbert tenen un punt extra i xispegen quan s'uneixen a la música de Sullivan... les melodies de Sullivan, en aquestes òperes, també existeixen en un món propi fingit. Té una delicadesa aguda, les àries del qual tenen una precisió, una netedat, una gràcia, i una melodia flotant... Ambdós junts són un delit indefinit i incomparable... tenen la proporció i l'elegància que poden fer una obra d'art d'una ximpleria. | » |

Degut al seu èxit sense igual, la D'Oyly Carte Opera Company va poder llicenciar les produccions d'altres companyies professionals (com la J. C. Williamson Gilbert and Sullivan Opera Company) o a multitud de companyies d'aficionats. Durant gairebé un segle, fins que els drets d'autor al Regne Unit van expirar el 1961, i fins i tot després, la D'Oyly Carte Opera Company influencià les produccions de les òperes a tot el món, creant una tradició d'interpretació per a la majoria de les òperes que encara avui és seguida per molts directors, tant professionals com aficionats. Certament, Gilbert i Sullivan van tenir una gran influència en el teatre amateur. Cellier i Bridgeman van escriure el 1914 que, abans de la creació de les òperes del Savoy, es considerava que els actors aficionats eren una amenaça als professionals. Després de la formació de companyies aficionades adquirissin els drets per representar les obres ja des de la dècada de 1880, els professionals reconegueren que les companyies d'aficionats recolzaven la cultura musical i el drama. Actualment són acceptades com a unes escoles de preparació útils per a l'escenari legítim, i que des de molts llocs voluntaris han sorgit els favorits d'avui. Ceillier i Bridgeman van atribuir l'augment de la qualitat i de la reputació de les companyies d'aficionats enormement a la popularitat de, i a la bogeria infecciosa per interpretar, les òperes de Gilbert i Sullivan. El 1899 es fundà la National Operatic and Dramatic Association. A la seva memòria de 1914 informà que prop de 200 companyies britàniques estaven interpretant a Gilbert i Sullivan aquell any, sent la majoria de les companyies d'aficionats del país. L'associació informà que s'havien realitzat unes 1.000 funcions només a la Gran Bretanya, molt d'elles dedicades a objectius de caritat. A més, també s'informava que s'estaven interpretant les òperes en llocs tan llunyans com Nova Zelanda.
El 1906 aparegueren els primers enregistraments de les òperes de Gilbert i Sullivan. El 1917, la Gramophone Company (també coneguda com a HMV) produí el primer enregistrament d'una òpera completa de Gilbert i Sullivan, The Mikado, seguida pels enregistraments de 8 òperes més. Els enregistraments elèctrics de les partitures completes de la majoria dels musicals van ser realitzats per la Gramophone Company i la Victor Talking Machine Company, iniciant-los a finals dels 20. tots aquests enregistraments van ser supervisats per Rupert D'Oyly Carte. La D'Oyly Carte Opera Company original continuà produint enregistraments fins al 1979, ajudant a mantenir-les populars durant dècades. Diversos d'aquests enregistraments han estat editats en CD. Després que els drets d'autor expiressin, d'altres companyies professionals van ser lliures per poder interpretar i enregistrar les òperes. Entre les companyies que han produït les òperes, trobem la Gilbert and Sullivan for All al Regne Unit i la Light Opera of Manhattan i la Light Opera Works als Estats Units, a més que la English National Opera o la Australian Opera han afegit a Gilbert i Sullivan als seus repertoris. A més, aquestes companyies han editat enregistraments d'audio i vídeo de les òperes. El 1980, una producció de Pirates, produïda per Joseph Papp a Broadway i al West End va portar nou públic a Gilbert i Sullivan; i entre 1988 i 2003, la reviscuda D'Oyly Carte Opera Company reestrenà les òperes a Londres i en gira, enregistrant 7 de les òperes. Avui, són moltes les companyies de repertori professional, les petites companyies d'òpera, companyies d'aficionats o universitats que continuen produint les seves obres. De tant en tant, els treballs més populars de Gilbert & Sullivan segueixen sent interpretades i enregistrades per les principals companyies d'òpera. Des de 1993 se celebra a Buxton, Anglaterra el International Gilbert and Sullivan Festival, de 3 setmanes de duració, on es representen unes vint funcions de les òperes al teatre d'òpera, així com nombroses actuacions a escala menor.

## Influència cultural

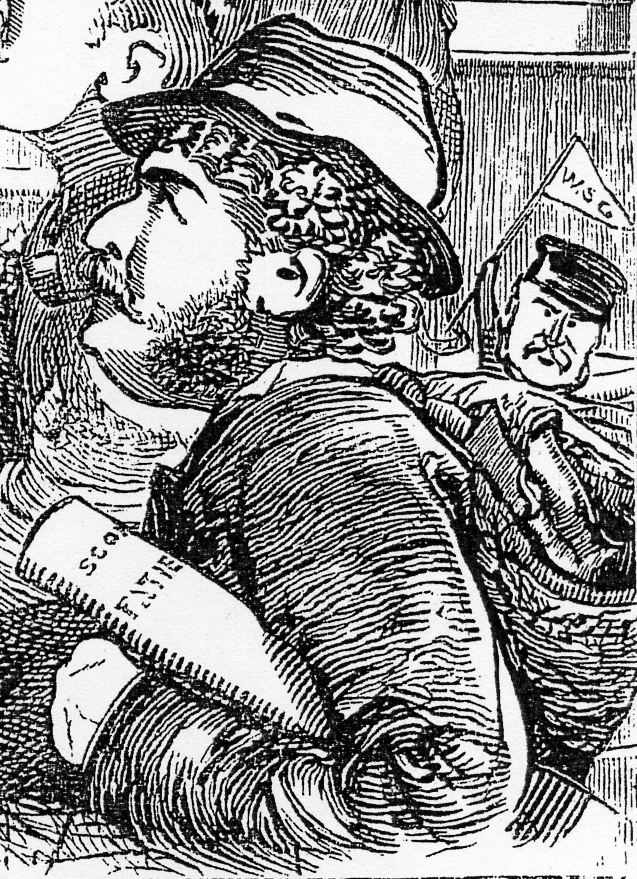
Detall d'una vinyeta de Punch, on apareixen Gilbert i Sullivan

Durant els darrers 125 anys, Gilbert i Sullivan han influenciat la cultura popular dins del món angloparlant, i les frases i sentències de les seves òperes han esdevingut part del llenguatge anglès Les seves òperes han influenciat el discurs polític i els seus discursos, la literatura, cine i televisió, i han estat àmpliament parodiats per humoristes i citats en arguments legals.
El teatre musical britànic i americà té un enorme deute a Gilbert i Sullivan, que van ser admirats, imitats i copiats per autors i compositors com Ivan Caryll, Adrian Ross, Lionel Monckton, P. G. Wodehouse, Guy Bolton i Victor Herbert; i posteriorment per Jerome Kern, Ira Gershwin, Yip Harburg, Irving Berlin, Ivor Novello, Oscar Hammerstein II i Andrew Lloyd Webber. Les lletres de Gilbert han servit de model a lletristes de Broadway com Cole Porter, Ira Gershwin, i Lorenz Hart. Noël Coward va escriure que: "vaig néixer en una generació que encara es prenia seriosament la música lleugera. Les lletres i melodies de Gilbert i Sullivan sonaven constantment en la meva consciència des de ben petit. El meu pare els cantava, la meva mare els interpretava, la meva dida, els meus oncles i ties... tots cantaven alegrement a l'uníson a la menor provocació...."

## Òperes
- Thespis o The Gods Grown Old (1871)
- Trial by Jury (1875)
- The Sorcerer (1877)
- H.M.S. Pinafore o The Lass That Loved a Sailor (1878)
- The Pirates of Penzance o The Slave of Duty (1879)
- Patience o Bunthorne's Bride (1881)
- Iolanthe o The Peer and the Peri (1882)
- Princess Ida o Castle Adamant (1884)
- The Mikado o The Town of Titipu (1885)
- Ruddigore o The Witch's Curse (1887)
- The Yeomen of the Guard o The Merryman and his Maid (1888)
- The Gondoliers o The King of Barataria (1889)
- Utopia, Limited o The Flowers of Progress (1893)
- The Grand Duke o The Statutory Duel (1896)

## Versions alternatives

### Traduccions
Les òperes de Gilbert i Sullivan han estat traduïdes a molts idiomes, entre ells el portuguès, jiddisch, hebreu, suec, danès, estonià, espanyol (incloent una versió de Pinafore transformada a l'estil de sarsuela), català, i moltes d'altres.
Hi ha moltes versions en alemany de les òperes de Gilbert i Sullivan, incloent la popular Der Mikado. També existeix una versió en alemany de 'The Gran Duke. Algunes versions han estat traduïdes per Friedrich Zell i Richard Genée, llibretistes de Die Fledermaus, Eine Nacht in Venedig i altres operetes vieneses, que també traduïren a l'alemany una de les òperes menys conegudes de Sullivan. The Chieftain, com (Der Häuptling)..

### Ballets
- Pirates of Penzance - The Ballet!, creat pel Queensland Ballet el 1991
- Pineapple Poll, creat per John Cranko el 1951 a Sadler's Wells Theatre; i forma part del repertori del Birmingham Royal Ballet. Està basat en la Bab Ballad "The Bumboat Woman's Story", i en H.M.S. Pinafore. Cranko expandí l'argument del poema de Gilbert i hi afegí un final feliç. La música va ser arranjada per Sir Charles Mackerras de temes de Sullivan.

### Adaptacions
Gilbert va adaptar històries de HMS Pinafore i The Mikado en llibres infantils anomenats The Pinafore Picture Book i The Story of The Mikado, donant-los una història de fons que no apareix al llibret. Many other children's books have since been written retelling the stories of the operas or adapting characters or events from them.
S'han realitzat un munt d'adaptacions al teatre musical i al cine, entre les que apareixen:
- The Swing Mikado (1938; Chicago – un repartiment totalment format per negres)
- The Hot Mikado (1939) i Hot Mikado (1986)
- The Jazz Mikado
- The Black Mikado (1975)
- Hollywood Pinafore (1945)
- The Cool Mikado (1962 film)
- The Pirate Movie (1982 film)
- The Ratepayers' Iolanthe (1984; musical guanyador del Premi Olivier)
- Metropolitan Mikado (sàtira política adaptada per Ned Sherrin i Alistair Beaton, primer interpretada al Queen Elizabeth Hall (1985) i protagonitzada per Louise Gold, Simon Butteriss, Rosemary Ashe, Robert Meadmore i Martin Smith)
- Di Yam Gazlonim d'Al Grand (1986; una apatació jiddisch dels Pirates. Una producció de Nova York va ser nominada al Premi Drama Desk del 2007)[112]
- Pirates of Penzance - The Ballet! (1991)
- Pinafore! (A Saucy, Sexy, Ship-Shape New Musical) (adaptat per Mark Savage, estrenat al Celebration Theater el 2001 a Los Angeles, Califòrnia; només un personatge és femení, mentre que tota la resta, llevat d'un, són gais.[113]
- Parson's Pirates de Opera della Luna (2002)
- The Ghosts of Ruddigore de Opera della Luna (2003)
- Pinafore Swing, Watermill Theatre (2004, en la que els actors també fan d'orquesta, tocant els instruments)[114]